# Rausingpriset
Rausingpriset, även Rausingföreläsningen egentligen Rausingska humansistpriset, är en hedersbetygelse och stipendium som initierades 1985. Det består av att genomföra den avslutande föreläsningen under Humanist- och teologdagarna, HT-dagarna, på Lunds universitet och en prissumma ur stiftelsen Elisabeth Rausings minnesfond. HT dagarna hette humanistdagarna men bytte namn 2005 och arrangeras av de humanistiska- och teologiska fakulteterna på Lunds universitet. De utgörs av en samling för allmänheten öppna populärvetenskapliga föreläsningar som hålls under ett par dagar och avslutas med Rausingföreläsningen. Föreläsningen ges vartannat år av en forskare inom humaniora och vartannat år av en nordisk framstående kulturpersonlighet. HT-dagarna har normalt ett tema som föreläsningen är kopplad till.

## Pristagare och teman
| År   | Pristagare                             | Yrke                                                                  | HT-dagarnas tema                                                 |
| ---- | -------------------------------------- | --------------------------------------------------------------------- | ---------------------------------------------------------------- |
| 2023 | Malte Persson                          | författare, kritiker och översättare                                  |                                                                  |
| 2022 | Ida Börjel och Björn Petersson         | poet respektive docent i praktisk filosofi                            | Hopp och förtvivlan                                              |
| 2021 | Ej utdelat på grund av Corona-pandemin | -                                                                     | -                                                                |
| 2020 | Maria Nilsson                          | egyptenarkeolog                                                       | Dolda skatter (Uppskjutet till 2021 på grund av Corona-pandemin) |
| 2019 | Carsten Jensen                         | författare och journalist                                             | Misstag                                                          |
| 2018 | Susanne Lundin                         | professor i etnologi                                                  | Okänt, temat är alltså känt; det var "Okänt"                     |
| 2017 | Tove Marling Kallrén och Karina Klok   | bokförläggare                                                         | Framtid                                                          |
| 2016 | Kim Salomon                            | professor i historia                                                  | Konflikt                                                         |
| 2015 | Sune Nordgren                          | konstentreprenör                                                      | Genier och andra                                                 |
| 2014 | Marianne Gullberg                      | professor i psykolingvistik och föreståndare för Humanistlaboratoriet | Sanningar                                                        |
| 2013 | Tonie Lewenhaupt                       | författare                                                            | Nära relationer                                                  |
| 2012 | Thomas Kaiserfeld                      | professor i idé- och lärdomshistoria                                  | Vanor och ovanor                                                 |
| 2011 | Bo Hagström                            | TV-profil och journalist                                              | Övergångar                                                       |
| 2010 | Erik Hedling                           | professor i filmvetenskap                                             | Nya vägar/nya världar                                            |
| 2009 | Kristina Lugn                          | poet och dramatiker                                                   | Rädsla och tröst                                                 |
| 2008 | Suzanne Schlyter                       | språkforskare                                                         | Norm och normalitet                                              |
| 2007 | Zanyar Adami                           | journalist, grundare av tidningen Gringo                              | Livsviktigt!                                                     |
| 2006 | Sven Strömqvist                        | lingvist                                                              | Utbrott och uppbrott!                                            |
| 2005 | Elin "Grynet" Ek och Maria Örtengren   | programledare                                                         | Ordet är fritt?                                                  |
| 2004 | Eva Rystedt                            | antikens kultur och samhällsliv                                       |                                                                  |
| 2003 | Lukas Moodysson                        | regissör och debattör                                                 |                                                                  |
| 2002 | Jan Hjärpe                             | professor i islamologi                                                |                                                                  |
| 2001 | Ola Billgren                           | konstnär                                                              |                                                                  |
| 2000 | Sten Åke Nilsson och Christer Platzack |                                                                       | Resor i olika världar                                            |
| 1999 | Jesper Svenbro (utdelat 2000)          |                                                                       | Långt borta och nära                                             |
| 1998 | Eva Österberg                          |                                                                       | Europeiska landskap                                              |
| 1997 | Gunilla von Bahr                       |                                                                       | Språket och tiden                                                |
| 1996 | Peter Gärdenfors                       |                                                                       | Tystnader                                                        |
| 1995 | Bo Strömstedt                          |                                                                       | Det gränslösa samtalet                                           |
| 1994 | Sven Tägil                             |                                                                       | Hon och han                                                      |
| 1993 | Kirsten Hastrup                        |                                                                       | Roller och rötter                                                |
| 1992 | Anders Piltz                           |                                                                       | Språkets landskap? Broar och barriärer                           |
| 1991 | Kerstin Ekman                          |                                                                       | Mänskligt och omänskligt                                         |
| 1990 | Kristian Gerner                        |                                                                       | Språkets makt                                                    |
| 1989 | Sven Delblanc                          |                                                                       | Kulturarv och framtidsvision                                     |
| 1988 | Kristina Lindell                       |                                                                       | Språk – identitet och universum                                  |
| 1987 | Ulf Teleman                            |                                                                       | Humaniora i lund – Fönster mot världen                           |
| 1986 | Orvar Löfgren                          |                                                                       | Den kännande människan                                           |
| 1985 | Carl Fehrman                           |                                                                       | Humaniora över gränserna                                         |